# Villa Huidobro
Villa Huidobro è una città dell'Argentina, situata nella provincia di Córdoba, capoluogo del Dipartimento di General Roca.